# 千葉市立有吉中学校
千葉市立有吉中学校（ちばしりつ ありよしちゅうがっこう）は、千葉県千葉市緑区おゆみ野にある公立中学校。通称は「有中」（ありちゅう）。

## 概要

### 校訓
校訓は、「創造・友愛・鍛錬」。

### 学校目標
学校教育目標
- 「心身ともに健康で、知性、徳性を備えた人間性豊かでたくましい生徒の育成」。

めざす生徒像
1. 学習に励む生徒
2. 心をみがく生徒
3. 体を鍛える生徒

めざす教師像
1. 健康で明朗な教師
2. 研修に励む教師
3. 組織を生かす教師

めざす学校像
1. 和やかで活気のある学校
2. 創意と工夫に満ちた学校
3. 地域社会に開かれた学校

## 沿革
- 1997年4月5日 - 千葉市立泉谷中学校より分離し千葉市で55番目の中学校として開校。初代校長は小松久能。
  - 4月7日 - 第1回入学式が行われた。1学年104名入学。
  - 7月2日 - 制服が制定され、10月より着用された。
- 1998年2月21日 - 校歌・校章制定記念式典が行われる。
- 1999年3月10日 - 第1回卒業式が行われた。卒業生は109名。

## 部活動

### 運動系
- 野球部
- サッカー部
- バレーボール部（女子）
- バスケットボール部（男・女）
- 卓球部
- バドミントン部
- ソフトテニス部（男・女）
- 陸上競技部
- 剣道部
- 柔道部（大会参加のみ）
- 水泳部（大会参加のみ）

### 文化系
- 美術部
- 科学部
- 英語部
- 吹奏楽部
- 家庭科部
- 茶道部

### 成績
2020年8月9日を以て、演劇部が廃部になったため、現在有吉中では、合計19の部活動が存在する。
2009年に野球部が千葉市で優勝するなど、部活動でも良い成績を残している。また同年には陸上競技部も夏の総合体育大会（市）で男女総合優勝をおさめている。

## 周辺
- 鎌取駅
- 学園前駅

## 学校区
- 「千葉市立有吉小学校」区
- 「千葉市立扇田小学校」区
- 「千葉市立平山小学校」区